# استیونسن رنچ (کالیفرنیا)
استیونسن رنچ (به انگلیسی: Stevenson Ranch) یک منطقهٔ مسکونی در ایالات متحده آمریکا است که در شهرستان لس‌آنجلس، کالیفرنیا واقع شده‌است. استیونسن رنچ ۱۶٫۴۷۸ کیلومتر مربع مساحت و ۱۷٬۵۵۷ نفر جمعیت دارد و ۴۶۶٫۰۴ متر بالاتر از سطح دریا واقع شده‌است.